# Cristóbal Déniz Hernández

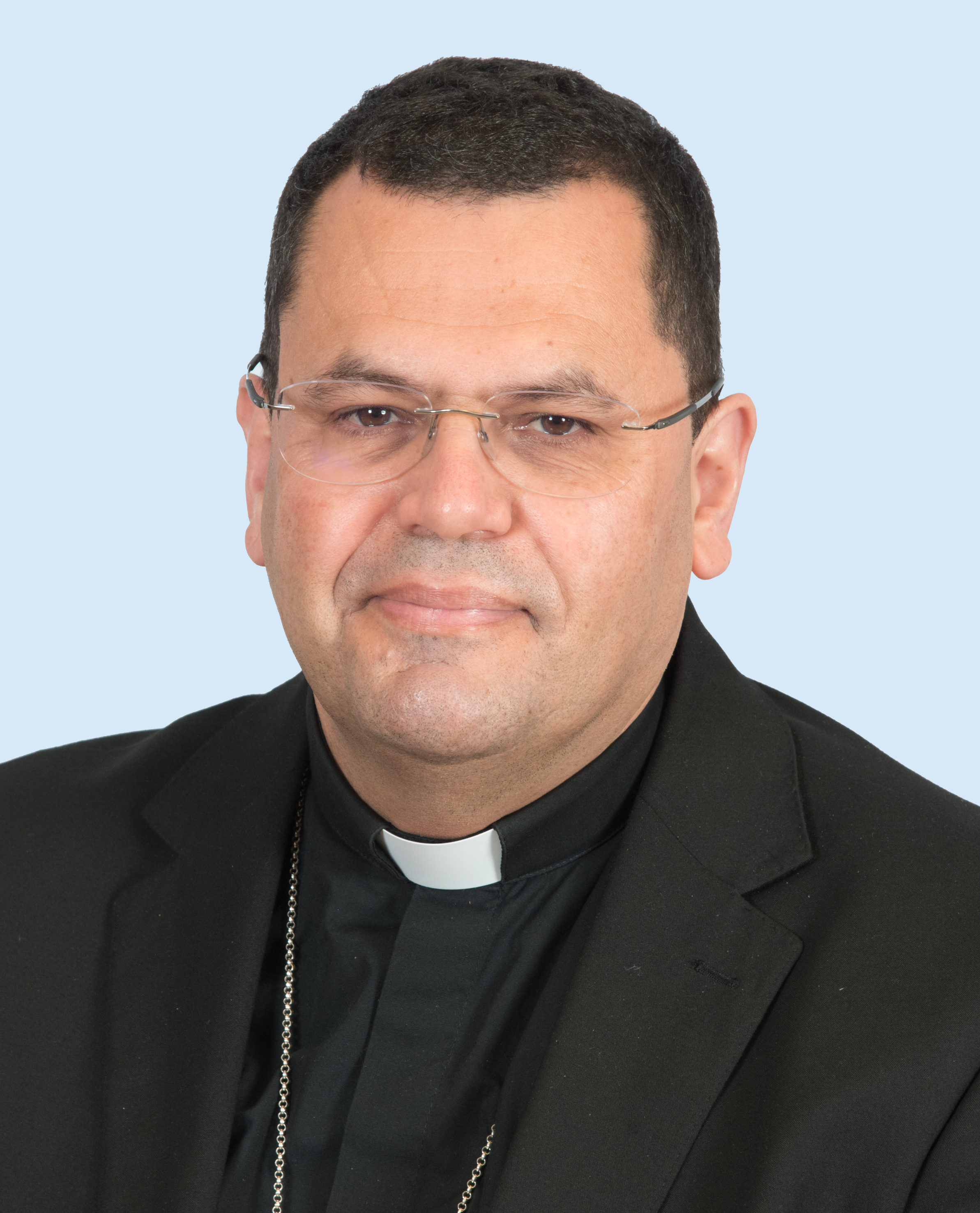
Cristóbal Déniz Hernández (2022)

Bischofswappen von Cristóbal Déniz Hernández

Cristóbal Déniz Hernández (* 15. Juni 1969 in Valsequillo de Gran Canaria) ist ein spanischer römisch-katholischer Geistlicher und Weihbischof auf den Kanarischen Inseln.

## Leben
Cristóbal Déniz Hernández studierte Philosophie und Katholische Theologie am Theologischen Institut in Las Palmas de Gran Canaria. Am 22. September 1996 empfing er das Sakrament der Priesterweihe für das Bistum Kanarische Inseln. Nach weiterführenden Studien erwarb Déniz Hernández 1997 an der Päpstlichen Akademie Alfonsiana in Rom ein Lizenziat im Fach Moraltheologie.
Von 1998 bis 2021 war Cristóbal Déniz Hernández als Direktor des Diözesansekretariats für die Jugendpastoral sowie als Professor für Moraltheologie am Theologischen Institut der Kanarischen Inseln in Las Palmas de Gran Canaria tätig, dessen Direktor er zudem von 2013 bis 2019 war. Zusätzlich war er von 2001 bis 2004 und von 2007 bis 2008 Subregens des Priesterseminars des Bistums Kanarische Inseln. 2006 wurde Déniz Hernández an der Päpstlichen Akademie Alfonsiana in Rom im Fach Moraltheologie promoviert. Im selben Jahr absolvierte er am Päpstlichen Athenaeum Regina Apostolorum einen Kurs im Fach Bioethik. Später wirkte er neben seiner akademischen Tätigkeit als Pfarrer der Pfarreien Santa Rita de Cassia in Santa Rita de Cassia (2006–2007), San Antonio Abad in Tamaraceite (2008–2013), Nuestra Señora de las Nieves in Huertas del Palmar (2013–2015) sowie San Nicolás de Bari und San Francisco de Sales in Las Palmas de Gran Canaria (2015–2016). Ferner war er von 2013 bis 2015 als Seelsorger am Heiligtum Nuestra Señora del Pino in Teror tätig und von 2014 bis 2019 als Bischofsvikar. Ab 2019 war Cristóbal Déniz Hernández Pfarrer der Pfarrei Santísimo Cristo Crucificado de Guanarteme und ab 2021 zudem Generalvikar des Bistums Kanarische Inseln.
Am 16. Februar 2022 ernannte ihn Papst Franziskus zum Titularbischof von Aliezira und zum Weihbischof auf den Kanarischen Inseln. Der Bischof der Kanarischen Inseln, José Mazuelos Pérez, spendete ihm am 26. März desselben Jahres in der Kathedrale Santa Ana in Las Palmas de Gran Canaria die Bischofsweihe; Mitkonsekratoren waren der Apostolische Nuntius in Spanien, Erzbischof Bernardito Cleopas Auza, und der emeritierte Bischof der Kanarischen Inseln, Francisco Cases Andreu. Cristóbal Déniz Hernández wählte den Wahlspruch Gaudium Domini Fortitudo Nostra („Die Freude am Herrn ist unsere Stärke“).